# Thomas Schwanthaler
Thomas Schwanthaler (* 1634 in Ried im Innkreis, damals Herzogtum Bayern, heute Österreich; † 1707 ebenda; eigentlich Thomas Schwabenthaler) war ein bayerisch-österreichischer Barockbildhauer. Er zählte zu den bekanntesten Mitgliedern der Bildhauerfamilie Schwanthaler.

## Leben
Thomas Schwanthaler, getauft am 5. Juni 1634, ist der älteste Sohn des Bildhauers Hans Schwabenthaler und dessen Frau Katharina, die, aus der Gegend um Altötting kommend, sich 1632/33 in Ried ansiedelten. Durch den frühen Tod seines Vaters übernahm er bereits mit 22 Jahren die Werkstatt seines Vaters.

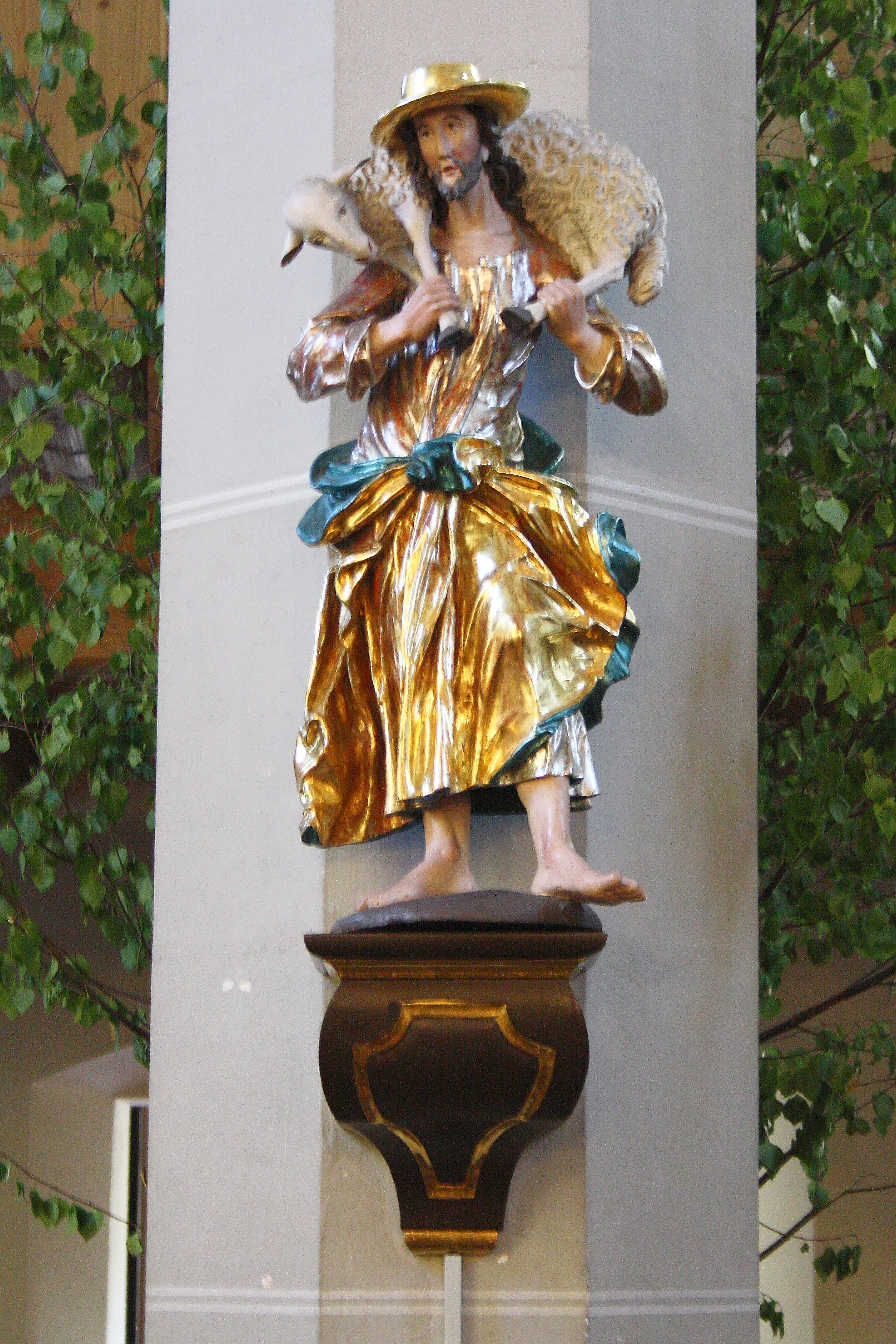
Der Gute Hirte in der Pfarrkirche Ungenach aus der „Schwanthaler-Werkstatt“

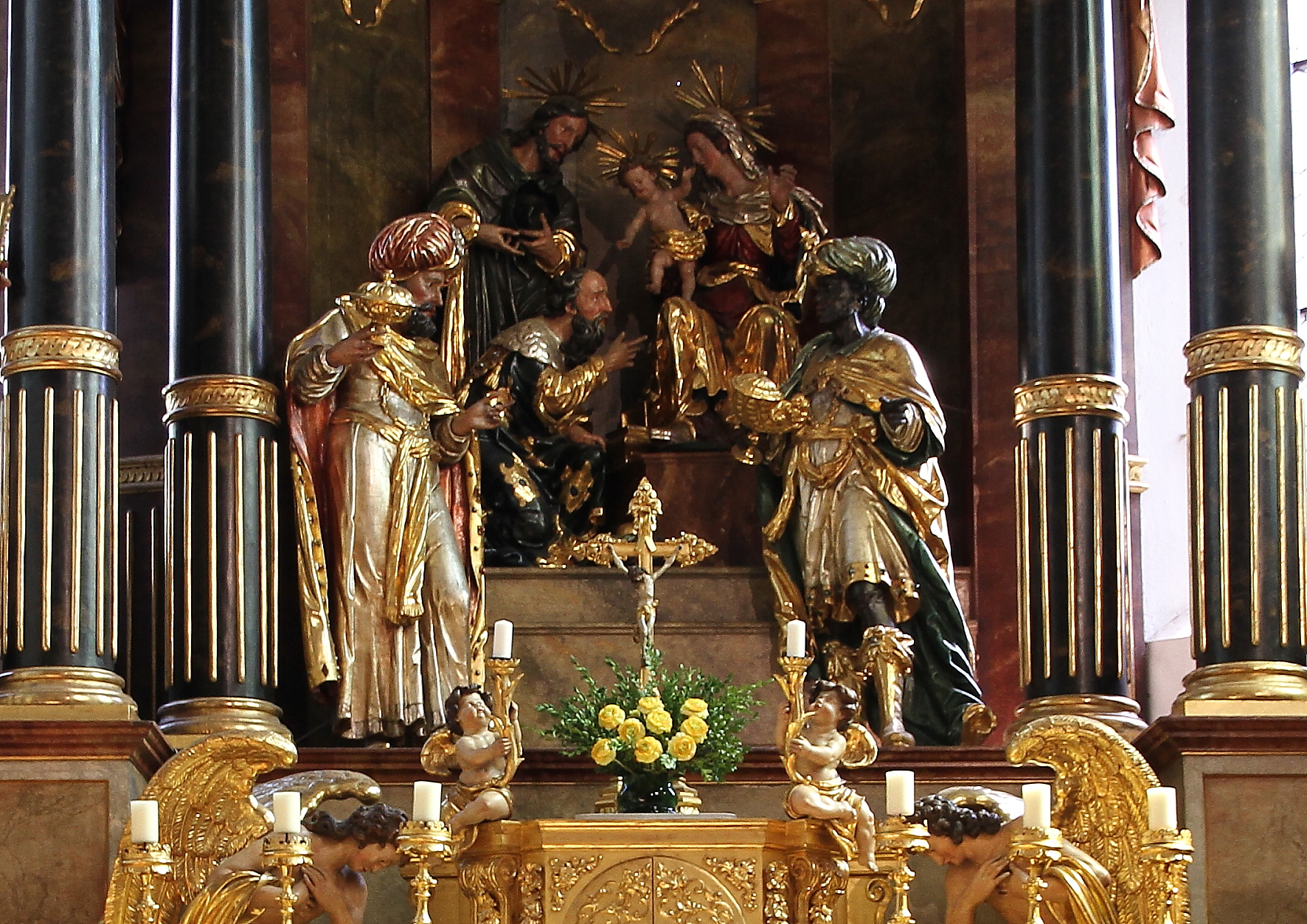
Die lebensgroße Gruppe „Anbetung der hl. drei Könige“, ein Teil des Hochaltars der Pfarrkirche Gmunden.

Am 16. August 1660 heiratete er die in Ried ansässige Buchbindertochter Eva Vorburger. Bei der Taufe des ersten Kindes der Eheleute am 8. August 1661 wurde der Vater im Taufbuch bereits Schwanthaler genannt. 1667 erhielten er und seine Familie das Bürgerrecht auf die Bildhauerkunst. Im Jahr 1679 erwarb er vom Pfalzgraf Ferdinand Wilhelm Metzger von Meggenburg einen Wappenbrief und nannte sich von da an offiziell Schwanthaler.
Schwanthaler gilt als der bedeutendste Bildschnitzer in der zweiten Hälfte des 17. Jahrhunderts im Raum des heutigen Oberösterreich. Sein künstlerisches Wirken umfasst einen Zeitraum von knapp 50 Jahren. Er galt als „Genie, Lebemann und Schelm“. Seine künstlerische Tätigkeit war beseelt von virtuosem Können, Feingefühl und Spiritualität und schaffte damit Figuren von höchster Grazie und Anmut. Als ergreifendstes Beispiel dieser Art sei namentlich die heilige Scholastika auf dem Doppelaltar in der Pfarrkirche von St. Wolfgang genannt.
Schwanthaler zeugte in zwei Ehen 15 Kinder. Sein Sohn Bonaventura beteiligte sich als Anführer bei der Bayerischen Volkserhebung 1705/06.
Am 13. Februar 1707 wurde Thomas Schwanthaler in Ried begraben. Im Totenbuch der Pfarre Ried heißt es: „Sepultus est (begraben ist) der vornehme und kunstreiche Herr Thomas Schwanthaler, Bildhauer allhier“.

## Werke
- Seitenaltarfiguren in der Pfarrkirche Eitzing, 1660 (?)
- Hochaltar der Stadtpfarrkirche in Ried im Innkreis, 1661/64
- Hochaltar der Pfarrkirche in Zell am Pettenfirst, 1667/68
- Enthauptung der hl. Barbara, Filialkirche hl. Jakob in Schalchen, 1672
- Christkind, Pfarrkirche Andrichsfurt, um 1670/75
- Apostel Peter und Paul, Pfarrkirche Mattighofen (ehem. Kollegiatstiftskirche), um 1670/75
- Drei Altäre für die Wallfahrtskirche in Maria Plain bei Salzburg, 1674/76
- Maria vom Siege, Pfarrkirche Zell an der Pram, um 1675
- Doppelaltar der Wallfahrtskirche in Sankt Wolfgang im Salzkammergut, 1675/76
- Hl. Joseph mit Kind, Madonna mit Kind, um 1670/80 (heute im Oberösterreichischen Landesmuseum, Linz)
- Gottvater-Pietà, Bründlkapelle in Pötting bei Andrichsfurt, um 1675/80
- Dreikönigsaltar der Pfarrkirche Gmunden, um 1678
- Ölberggruppe, Pfarrkirche Ried im Innkreis, um 1678(?)
- Hl. Michael und Maria vom Siege, Stift Reichersberg, um 1694
- St. Michaelsbrunnen, Stift Reichersberg, 1694